# Andreas Bjelland
Andreas Bjelland (Vedbæk, 11 luglio 1988) è un calciatore danese, difensore del Lyngby.

## Caratteristiche tecniche
Di ruolo difensore centrale, può giocare anche da terzino destro.

## Carriera
Affermatosi con la maglia del Nordsjælland, nell'estate del 2012 passa al Twente per 2,8 milioni di euro.

## Palmarès

### Club

#### Competizioni nazionali
- Campionato danese: 2

Nordsjælland: 2011-2012
Copenhagen: 2018-2019
- Coppa di Danimarca: 1

Nordsjælland: 2010-2011
- 1. Division: 1

Lyngby: 2006-2007